# Veropedia

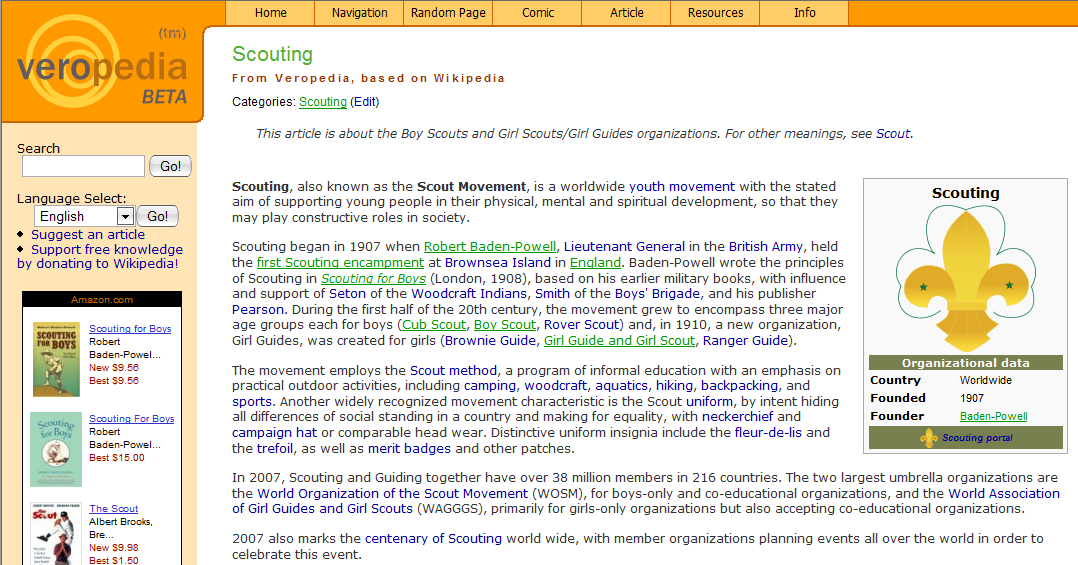
Captura de tela da Veropedia

Veropedia foi um projeto livre de uma enciclopédia online lançado em outubro de 2007. Ele está inativo desde janeiro de 2009, quando foi criada uma nova Veropedia, que ainda não está no ar.
O site foi baseado na colaboração do âmbito Wikipedia, na qual os artigos da Wikipédia que eram relevantes, foram escolhidos pelos diretores da Veropedia e colocados no site. Depois foram scarpped, e em seguida uma versão estável do artigo foi mantida a Veropedia. Todas as melhorias necessárias para artigos para chegar a um padrão adequado para Veropedia ocorreram na própria Wikipedia.
Em outubro de 2008 o site, ainda em versão beta, tinha verificado e importado mais de 5800 artigos da Wikipédia em inglês em sua base de dados pública. Embora a Veropedia foi destinada a fazer publicidade de empresas em seu conteúdo, o projeto foi financiado principalmente por aqueles envolvidos no projeto, e em janeiro de 2009, por existirem demasiados artigos publicitários, foi anunciada uma versão "Beta2".